# Мадридские соглашения

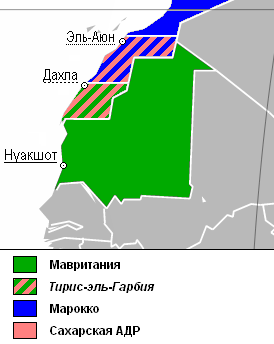
Карта раздела Западной Сахары между Марокко и Мавританией

Мадридское соглашение (Мадридский акт) — договор между Испанией, Марокко и Мавританией об окончании испанского присутствия на территории Испанской Сахары (Западной Сахары). Документ был подписан в Мадриде 14 ноября 1975 года, хотя никогда не был опубликован в Boletín Oficial del Estado. Данное соглашение противоречит Закону о деколонизации Западной Сахары, ратифицированному испанским парламентом 18 ноября. Последствием подписания соглашения должно было стать последующее разделение данной территории между Марокко и Мавританией.

## Предпосылки
Будущее провинции было спорным, так как в течение нескольких лет Марокко и Мавритания требовали полной аннексии данной территории, а Испания пыталась ввести либо режим внутренней автономии, либо добиться создания происпанскими силами независимого государства. Кроме того, независимая группа коренных народов — сахарави — в союзе с Фронтом Полисарио требовала независимости вплоть до партизанской войны. С 1963 года ООН рассматривала данную территорию как колонию и предлагала самоопределение в соответствии с Резолюцией Генеральной Ассамблеи ООН 1514.

### Мотивы сторон
Мадридские соглашения были подписаны после мирного марша марокканцев, когда 350 000 мирных марокканских демонстрантов вошли на территорию Западной Сахары по призыву короля Хасана II для оказания давления на испанские власти.
Рабат провозгласил данные территории как историческую часть Марокко сразу после обретения независимости в 1956 году. Сразу же после провозглашения независимости Марокко Южные подразделения марокканской армии освобождения, армия освобождения Сахары начали борьбу против испанских войск в Сиди-Ифни, Сегиет-эль-Хамра и Рио-де-Оро, и им удалось освободить большую часть территории. В 1958 году Мадрид восстановил полный контроль с помощью Франции. Марокканские претензии на данные территории сохранились в 1960-х годах и увеличили интенсивность в начале 1970-х годов, когда стало понятно, что испанское управление теряет контроль.
Томпсон и Адлофф утверждают, что зелёный марш был риторическим обменом между Мадридом и Рабатом. Он был утвержден Испанией, потому что Марокко готово к вступлению в войну на территории при несогласии Испании; в меморандуме ЦРУ Генри Киссинджера в начале октября 1975 года. Испанский лидер Франсиско Франко впал в кому и умер 20 ноября, после этого правительство стремилось избежать конфликта, было решено разделить территории в целях сохранения максимально возможного влияния и экономической выгоды.
Президент Моктар ульд Дадда провозгласил данные территории как часть «Великой Мавритании» сразу после обретения независимости (Ould Ahmed Salem, p. 498). Некоторые утверждают, что цель требования Мавритании в том, чтобы установить границы Марокко с Мавританией как можно дальше. И наоборот, Рабат провозгласил Испанскую Сахару и Мавританию частью Марокко. Они сделали данные претензии до 1969 года, когда Мавритания отказалась от претензий.

## Содержание и значение
Томсон и Адлофф пишут:
«По огласке условия договора, Испании согласилась деколонизировать Сахару и покинуть этот район до 28 февраля 1976 года. Тем временем, территория будет в ведении испанского генерал-губернатора, который имеет двух марокканских и мавританских заместителей губернатора, которые будут уважать общественного мнения сахарского народа, как выражаются через всеобщий совет народа. (…) Что касается Бу-краа  (зоны с фосфатами) депозиты, Испания сохранит 35 процентов акций в компании Fosbucraa, и часть из 65 процентов, что будет идти в Марокко, предположительно, будет отведено Мавритании. Сообщается, что там были необнародованы соглашения между тремя подписавшими, давшими удовлетворение Испании в отношении его прав на рыболовство и включены отсрочке дальнейших марокканских требования к фортам, а также компенсации за репатриацию испанских Канарских островов гражданским лицам». (p. 175)
В исследованиях Библиотеки Конгресса США о Мавритании (1990) говорится, что
«В начале 1975 года, когда Марокко и Мавритания согласились соблюдать решение Международного Суда о статусе Испанской Сахаре, но, когда суд постановил в октябре 1975 года, что ни одна из стран имеет право претендовать на суверенитет над территорией, оба правительства решили проигнорировать данное решение. В ноябре 1975 года, Они пришли к заключению Мадридских соглашений с Испанией в соответствии с которым Марокко приобрела северные две трети территории, в то время как Мавритания приобрела южную треть. Соглашения также включили условие, что Испания сохранит акций горнодобывающего предприятия Бу-Краа. Мавритания согласилась на соглашения в предположении, вероятно, правильном, что Марокко, с его превосходящей военной силой, в противном случае впитала бы в себя всю территорию».

## Результаты
Соглашения были подписаны без участия Алжира и Фронта Полисарио, которые по-прежнему были привержены независимости территории. Алжир направил делегацию высокого уровня в Мадрид с целью давления на Испанию, чтобы предотвратить подписание соглашения и помешать поддержке Фронта Полисарио в военном плане, а также дипломатически с начала 1975 года. Алжир официально рассматривает свою позицию как способ отстаивания Устава ООН и борьбы с колониализмом, хотя многие наблюдатели считают, что Алжир также хотел установить влияние на Марокко и получить доступ к Атлантическому океану. Давнее соперничество между двумя странами способствовало напряжению отношений.
Правительство Хуари Бумедьени разорвало отношения с Марокко и начало открыто поставлять оружие Полисарио и предоставило ей убежище, продолжая осуждать соглашения на международном уровне. Алжир выгнал 45 000 марокканских граждан, проживавших в Алжире, и начал радиопередачи в поддержку как Полисарио, так и сепаратистской группировки на Канарских островах. Последнее, предположительно, в попытке наказать Испанию (Thompson & Adloff, p. 151, 176.).
Как только Марокко и Мавритания перешли к системе отстаивания своих претензий, вооруженные столкновения вспыхнули между войск двух стран и Полисарио. Полисарио и Алжир посчитали Марокко и Мавританию иностранными интервентами, в то время как Марокко и Мавритания заявили о борьбе с Полисарио, как борьбе против сепаратистской группировки. В поддержку Полисарио Алжир направил свои войска вглубь территории, но в конце концов они отступили после Битвы при Амгала в 1976 году.
Столкновения перешли в 17-летнюю войну, в ходе которой Мавритания была вынуждена отступить, отказавшись от всех претензий к области в 1979 году. Как последствие конфликта, часть населения территории стали беженцами. Война закончилась соглашением о прекращением огня в 1991 году.
Сегодня статус территории, которая теперь называется Западной Сахарой, остается спорным.

## Международный статус соглашений
Организация Объединённых Наций рассматривает Западную Сахару как несамоуправляющуюся территорию, то есть ожидает формальной деколонизации. ООН признает, что Марокко сегодня контролирует большую часть её де-факто, но ни Генеральная Ассамблея, ни любой другой орган ООН никогда не признавала её как имеющую либо суверенитет, либо юридическую административную власть (например, вследствие приведения к статусу колонии). Законности этих соглашений были оспорены Хансом Корелла, Генеральным секретарём по правовым вопросам и Юридической консультации Организации Объединённых Наций в важном заключении о законности соглашений о нефти, подписанных Марокко по данным территориям.
Правовой Отдел ООН по делам пишет, что в 2002 году:
«Мадридские соглашения не передали суверенитета над территориями, не наделили ни одну из подписавших статусом управляющей державы — статус, который Испания сама по себе не может в одностороннем порядке передать. Передача административных полномочий на территории Марокко и Мавритании в 1975 году, не влияют на международный статус Западной Сахары в качестве несамоуправляющейся управляемой территории».
Территория юридически не находится в чей-либо правовой зоне: Мадридские соглашения не передавали никакие предусмотренные законные полномочия Марокко, но Испания, административная власть, не осуществляет это влияние де-факто, в связи с прекращением её присутствия там в 1976 году. ООН утверждает, что акт самоопределения народа территории должен определить, какой статус она должна приобрести.
Марокко продолжает претендовать на всю территорию, заявляя, что она является неотъемлемой частью своей основной территории в силу Мадридского соглашения и продолжает управлять всеми территориями под свой контролем. В то же время в 1976 году Полисарио в Алжире объявил себя основным правительством в изгнании Сахарской Арабской Демократической Республики (САДР), которая, в свою очередь, отрицает, что Мадридские соглашения состоялись без участия сахарских представителей, а на деле управления только небольшой его части. Эта организация, в то время как контроль Марокко над территорией не признан ООН, была признана единственным официальным представителем народа Западной Сахары в Африканском союзе (АС). Мавритания окончательно вышла из конфликта в 1979 году.

## Текст Мадридских соглашений
Ниже опубликован текст Мадридских Соглашений :
«14 ноября 1975 года, делегации законно представляющих правительств Испании, Марокко и Мавритании, встретились в Мадриде, заявив, что они согласились на следующих принципах:
- 1. Испания подтверждает свою решимость, неоднократно заявив в Организации Объединённых Наций, к деколонизации территории Западной Сахары путём прекращения обязанности и полномочия, которые он обладает над этой территорией в качестве управляющей державы.

- 2. В соответствии с вышеупомянутыми определениями и в соответствии с переговорами, начатыми в Организации Объединённых Наций с заинтересованными сторонами, Испания будет продолжать немедленное учреждение временной администрации на территориях, в которых Марокко и Мавритания будут участвовать в сотрудничестве с Джемаа (Африка) и к которому будут переданы все обязанности и полномочия, упомянутые в предыдущем пункте. Это решено, что двух заместителей управляющих назначенных Марокко и Мавритании должна быть назначен на помощь генерал-губернатора края в выполнении его функций. Прекращение испанского присутствия в территории будет завершен к 28 февраля 1976 года как крайней дате.

- 3. Мнения населения Сахары, выраженное через Джемаа, должно быть принято и уважаемо.

- 4. Три страны собираются сообщить Генеральному Секретарю Организации Объединённых Наций условия изложены в настоящем документе, в результате переговоров, заключенных в соответствии со статьей 33 Устава Организации Объединённых Наций.

- 5. Три страны заявляют, что их договорённости, указанные в вышеизложенных выводах, были высокого духа взаимопонимания и братства, при должном уважении принципов Устава Организации Объединённых Наций, и как максимально возможный вклад в поддержание международного мира и безопасности.

- 6. Этот документ вступает в силу со дня опубликования в Boletin Oficial del Estado как 'Сахарский Акт о деколонизации' разрешаю испанскому правительству взять на себя обязательства, изложенные в этом документе».

Это заявление было подписано председателем правительства Карлос Ариас Наварро, от Испании; премьер-министром Ахмед Осман, от Марокко, и министром иностранных дел, Хамди ульд Мукнасс, от Мавритании.